# Gel (rapper)
Gel, pseudonimo di Corrado Ferrarese (Roma, 27 novembre 1978), è un rapper, writer e cantautore italiano, noto per essere stato fondatore del collettivo Truceboys, e per la sua militanza nel TruceKlan.

## Biografia

### Anni novanta/primi duemila
Nato e cresciuto a Roma, frequenta il liceo classico Augusto di Via Gela, dove conosce Manuel Mastrostefano (Cole), che studiava nella sua stessa scuola. La sua carriera iniziò nel 1993 come writer nel collettivo ZTK (Zu Tang Klan / Zozzamo Tutto Kuanto);tra il 2000 e il 2001 fondò e diede il nome ai Truceboys, formati dal suo ex compagno di scuola Cole e il suo caro amico Metal Carter. Grazie all’aiuto dell’MC romano Gufo Supremo, registrano la loro prima traccia “Facile”, in seguito incidono l’EP “Truceboys”, in cui partecipa anche Noyz Narcos, che diventerà successivamente membro del collettivo. Più tardi, nel 2003 pubblicarono l'album in studio Sangue, prodotto da DJ Kimo, unico album ufficiale dei Truceboys.

### Anni duemila
Nel 2002 e nel 2004 partecipa, insieme agli altri componenti dei Truceboys, ai mixtape "Natural Born Skillerz" (prima e seconda edizione), di DJ Krumb, DJ Lasco e Nill Krendo. Compare in 2 canzoni:  "Natural Born Skillerz Round 1" e "Natural Born Skillerz Round 2". 
Gel nel 2005 venne affiancato dalla rapper Legayon (con cui si era appena sposato), ex-componente dei Sud Sound System, realizzando l'album Just Married. A detta di Newsic, le sonorità risultano più accessibili rispetto alle altre produzioni del TruceKlan. Le produzioni vengono affidate a DJ Sano Volcano, Noyz Narcos, Fuji, Reeks, e Beatmeyo. Il disco uscì attraverso La Grande Onda, etichetta fondata da Piotta, e comprende le collaborazioni di DJ Kimo, Gli Inferno, Tormento, Noyz Narcos, Mr. P, Benetti DC, Cole, Omar Lopez Valle, G-Max dei Flaminio Maphia, Metal Carter, Chicoria, Mystic One e Sista Flo.
Nel 2005 il rapper collaborò agli album di debutto solista di Noyz Narcos e Metal Carter, rispettivamente intitolati Non dormire e La verità su Metal Carter. Negli anni successivi Gel collaborò agli album Cosa avete fatto a Metal Carter? di Metal Carter, Verano zombie di Noyz Narcos e Underground Legend di Gast.
Nel 2006 fa uscire insieme a Metal Carter l’album “I più corrotti”, prodotto da Vibra Records. L’LP contiene 18 tracce e vede la partecipazione di alcuni degli artisti più importanti dell’epoca, tra gli altri vediamo Noyz Narcos, Gue Pequeno, Vincenzo da Via Anfossi, Duke Montana e molti altri.
Nello stesso anno partecipa al 2TheBeat, un'importante competizione di freestyle che in quell'anno si teneva a Bologna. Gel fa parte del secondo gruppo, assieme a: Giankarlo Ira, da Catania, allora componente della crew Catania Faya; Rayden, da Torino, dei OneMic; e Clementino, da Napoli, membro dei TCK. Gel viene eliminato al primo turno, visto che era l'unico freestyler non professionista, al confronto degli altri tre partecipanti, pluripremiati negli anni precedenti.
Nel 2008 pubblicò l'album Il ritorno, uscito con la Sony Music. Il brano di copertina "il ritorno" è stato utilizzato in una puntata della serie "Suburra" nella terza stagione uscita nel 2020. Il disco fu prodotto in gran parte da Meme, mentre i brani Lei e Spray sono stati prodotti da Fuji. Nell'undicesima stagione di X Factor del 2017 e nella sesta edizione di The Voice Of Italy del 2019, Morgan ha assegnato a due concorrenti “Lei” come canzone. Il video di "lei" andò in rotazione du MTV e fu girato da Cosimo Alemá.
Nel marzo 2008 uscì il disco Ministero dell'inferno, che vede come protagonista il TruceKlan al completo affiancato da diversi nomi noti della scena hip hop underground e non, quali Club Dogo, Kaos, Santo Trafficante, Fabri Fibra, Gente de Borgata, Danno dei Colle der Fomento, e da realtà musicali totalmente slegate dal contesto hip hop: Cripple Bastards, Miss Violetta Beauregarde e Pinta Facile. La produzione delle basi è affidata a Lou Chano, Fuzzy, Rough, Don Joe, Noyz Narcos, C.U.N.S., Giordy Beat e DJ Gengis Khan.Gel compare solo in una traccia, la numero 20.

### Anni duemiladieci
Nel 2012 Gel ha pubblicato per la SunnyBit l'EP Mirò, caratterizzato da atmosfere soft e melodie orientate verso il pop rock. L'EP è stato promosso dal videoclip del brano omonimo, nel quale Gel appare vestito da donna.
Nel 2014 Gel pubblica il singolo Sangue e nello stesso anno, attraverso la propria pagina Facebook, ha annunciato il ritiro dalla scena musicale. Tuttavia, nel corso del 2015 Gel ha contribuito vocalmente alla realizzazione del brano A volte del rapper Fabri Fibra, contenuto in Squallor. A febbraio 2016 ha invece pubblicato un nuovo singolo intitolato Io non sono buono, che ha anticipato l'uscita dell'omonimo album, avvenuta il 29 aprile.
Nel 2017 è stata la volta dell'album Gel legge angeli e demoni, anticipato dai singoli Irish Pub e La fortuna non esiste; l'album è stato rimosso da tutte le piattaforme dopo un po' di tempo dalla sua uscita. Nello stesso anno inizia a leggere e interpretare testi musicali della scena italiana, riscontrando un discreto successo ed esibendosi anche qualche volta a teatro.
Parallelamente all'attività musicale Gel ha iniziato a lavorare come operatore sociale presso il C.E.I.S., struttura dedicata a persone con problemi di dipendenza; frutto di tale esperienza è stata la realizzazione del singolo Bella di sera, pubblicato il 20 aprile 2020 e il cui testo tratta la storia di una ragazza alle prese con le sue terribili avventure a causa delle dipendenze.
Dal 2018 cambia il nome d'arte, si fa chiamare "Geloso". L'anno successivo (sempre sotto questo nome), affiancato dalla casa di distribuzione "Believe", pubblica L'album "SCL: Scrivo, Leggo, Canto.", che successivamente è stato rimosso. 

### Anni duemilaventi
Nel 2021 prende la laurea triennale in scienze della formazione all'Università degli Studi Roma Tre, con titolo di educatore socio pedagogico. Inizia a lavorare nel sociale, accanto a rifugiati politici, minori, persone affette da dipendenze e disabilità. 
Nel 2022 porta a Teatro “Gel legge “. Si esibisce al Teatro De’ Servi, Teatro Teataccio, Teatro Trastevere, Teatro Petrolini.
A giugno 2022 fa uscire l'EP "La legge di Gel", composto da 6 tracce e distribuito dalla casa di produzione "Conspiracy Agency". La raccolta vede anche la partecipazione di Simona Izzo. 
Nell'ottobre del 2022 esce il brano "Indivisibile", prodotto da Emiliano di Meo, per la "Conspiracy Agency".
Nel 2023 apre il podcast "Gel Legge", in cui legge e interpreta testi musicali e tratta argomenti di attualità tra cui dipendenze o temi di interesse giovanile.
Il 23 Febbraio 2024 fa uscire il singolo "Rosso Tevere". Prodotto da "Dr Wesh" e distribuito da "Visory Records". 
Il 19 Aprile esce il brano "Rivoluzione" in collaborazione con Zinghero, ex componente del Truceklan. Il brano è stato distribuito da Visory Records, e composto musicalmente da Francesco Seria.
Venerdì 24 maggio Gel pubblica il brano "Troll", in collaborazione con il rapper catanese Elfo. La produzione appartiene sempre alla Visory Records, in particolare dai produttori "LowKilla" e "Dr Wesh". 
Nel 2024 Gel pubblica il suo terzo album in studio intitolato "Troll", che contiene nove tracce.

## Discografia

### Da solista

#### Album
- 2005 – Just Married (con Legayon)
- 2006 – I più corrotti (con Metal Carter)
- 2008 – Il ritorno
- 2016 – Io non sono buono
- 2017 – Gel legge angeli e demoni (in seguito rimosso)[21]
- 2019 - SLC: scrivo, leggo, canto (in seguito rimosso)[22]
- 2024 — Troll

#### EP
- 2012 – Mirò
- 2022 – La legge di Gel

### Con i Truceboys
- 2001 – Truceboys (EP)
- 2003 – Sangue

### Con il Truceklan
- 2008 - "Ministero dell'inferno"

### Collaborazioni
- 2003 - Banda 400 feat. Gel - “Bustramstronzi” (da “400 Colpi”)
- 2003 – DJ Fester feat. Gel – Senza senso Freestyle (da Skills nelle mani Vol. 2)
- 2004 – Nil Krendo, DJ Krumb & DJ Lasco feat. Gel – Natural Born Skillerz Round 1 (da Natural Born Skillerz Mixtape)
- 2004 – Nil Krendo, DJ Krumb & DJ Lasco feat. Gel – Natural Born Skillerz Round 2 (da Natural Born Skillerz Mixtape)
- 2004 – In the Panchine feat. Gel – In the Panchina (da In the Panchine)
- 2005 – Metal Carter feat. Gel – Boy Band (da La verità su Metal Carter)
- 2005 – Noyz Narcos feat. Gel – Sanatoria (da Non dormire)
- 2005 – Noyz Narcos feat. Cole, Gel & Metal Carter – Bodega (da Non dormire)
- 2005 – Noyz Narcos feat. Metal Carter, Cole & Gel – Vendetta (da Non dormire)
- 2006 – Jesto feat. Gel & Chicoria – Fatti vivo (da Radio Jesto libero Vol. 1)
- 2006 – Noyz Narcos & Chicoria feat. Gel & Trishtiana Manera – Truceklub (da La calda notte)
- 2006 – Noyz Narcos & Chicoria feat. Gel & Metal Carter – Stillicidio (da La calda notte)
- 2006 - Suarez feat. Gel - “la Gente Scapoccia” (da “Contempt”)
- 2006 – Gemello feat. Noyz Narcos & Gel – Tirare Le Cuoia (da Non parlarmi d'altro)
- 2006 – Inoki & DJ Shablo feat. Sparo Manero, Noyz Narcos, G-Max, Piotta, Chicoria & Gel – Rom Connection (da The Newkingztape Vol. 1)
- 2007 – Metal Carter feat. Gel & Noyz Narcos – Ammazzami (da Cosa avete fatto a Metal Carter?)
- 2007 – Metal Carter feat. Noyz Narcos, Cole & Gel – Truceboia (da Cosa avete fatto a Metal Carter?)
- 2007 – Duke Montana feat. Truceboys, Mystic1 & Chicoria – Crack Music (da Street Mentality)
- 2007 – Duke Montana feat. Gast, Gel, Chicoria, Cole & Zinghero – It's War Tonight (da Street Mentality)
- 2007 – Duke Montana feat. Gel – Sogni distorti (da Street Mentality)
- 2007 – Noyz Narcos feat. Gel – Io, Gel e la stronza (da Verano zombie)
- 2007 – DJ Gengis Khan feat. Chicoria, Mr. P, Gel & Metal Carter – Freestyle (da Gengis Khan Vol. 1)
- 2008 – Metal Carter feat. Gel, Cole & Noyz Narcos – Trucedelirium (da Vendetta privata)
- 2009 – Cole feat. Gel & Julia – Senza speranza (da Quello che la gente non vuole)
- 2009 – Gast feat. Gel – Dammi i soldi (da Underground Legend)
- 2009 – Gast feat. Gel, Metal Carter & Cole – Sieropositivo (da Underground Legend)
- 2009 - Duke Montana feat. Gel - “Sogni Distorti” (da “Street Mentality”)
- 2010 – Chicoria feat. Gel & Gast – Brucia Roma (da Musica per ciechi, muti e sordi)
- 2014 – Gast feat. Gel – John Rambo (da Underground Legend Mixtape)
- 2015 – Fabri Fibra feat. Gel – A volte (da Squallor)
- 2023 - 126/CXXVI Lovegang feat. Gel, Pretty Solero, Asp 126, Drone 126, Nino Brown - “Sexy” (da “Cristi e diavoli”)

## Filmografia
- La calda notte (2006)
- Mucchio selvaggio (2007)
- Dope Boys Alphabet (2021)